# Preiselastizität
Die Preiselastizität misst die relative Änderung des Angebots oder der Nachfrage im Anschluss an eine Preisänderung.

## Allgemeines
Je höher der Wert der Preiselastizität, desto stärker reagiert die Menge auf die Preisänderung. Die Preiselastizität eines Gesamtmarktes tendiert dazu, geringer als die Elastizität eines einzelnen Gutes zu sein, das bei einer Preisänderung gegen ein anderes ausgetauscht (substituiert) werden kann.
Der Preis eines Gutes kann dessen Nachfrage- und Angebotsmenge beeinflussen, weshalb man grundsätzlich unterscheidet zwischen:
- Preiselastizität der Nachfrage
- Preiselastizität des Angebots

Wird die Preiselastizität ohne nähere Präzisierung genannt, ist in der Regel die direkte Preiselastizität der Nachfrage gemeint.
Betrachtet man, wie sich die Preisänderung eines Gutes auf die Mengenänderung eines bestimmten anderen Gutes auswirkt, so spricht man von einer Kreuzpreiselastizität, auch hier unterschieden zwischen:
- Kreuzpreiselastizität der Nachfrage
- Kreuzpreiselastizität des Angebots

Bei der indirekten oder Kreuzpreiselastizität der Nachfrage kommt es darauf an, ob es sich um komplementäre oder konkurrierende Produkte handelt. Wenn der Preis eines Produktes gesenkt wird, steigt die Nachfrage bei einem Komplementärgut bzw. sinkt der Absatz bei einem Konkurrenzprodukt bzw. Substitutionsgut.
Weiterhin unterscheidet man zwischen einer kurzfristigen und langfristigen Elastizität. Da es z. B. durch technischen Fortschritt möglich ist, sich an bestimmte Preisänderungen anzupassen, ist die langfristige Preiselastizität bei vielen Gütern, jedoch nicht bei allen, stärker als die kurzfristige Preiselastizität.

## Definition
Die Preiselastizität ist definiert als relative Mengenänderung (der am Markt zu diesem Preis angebotenen oder nachgefragten Güter) dividiert durch relative Preisänderung. Dabei wird der Preis als unabhängige Variable angesetzt; Mechanismen der Preisbildung bleiben außer Betracht. Es werden hier verschiedene Herangehensweisen unterschieden.

### Bogenelastizität
Die Bogenelastizität mit dem Preis {\displaystyle P} und der Menge {\displaystyle Q}, wobei {\displaystyle P_{1}} den alten Preis und {\displaystyle P_{2}} den neuen bedeuten, {\displaystyle Q} analog,
{\displaystyle \eta _{Q,P}:={\frac {\frac {(Q_{2}-Q_{1})}{Q_{1}}}{\frac {(P_{2}-P_{1})}{P_{1}}}}}.
Man kann diese Elastizität als ungefähre durchschnittliche relative Änderung von {\displaystyle Q} interpretieren.

### Mittelwertmethode
Sie ist eine Variante der Bogenelastizität, bei der die Änderungen nicht auf einen festen Wert {\displaystyle Q} oder {\displaystyle P} bezogen werden, sondern auf das Mittel von {\displaystyle P_{1}} und {\displaystyle P_{2}}, {\displaystyle Q} analog. Man erhält dann
{\displaystyle \eta _{Q,P}={\frac {\frac {Q_{2}-Q_{1}}{(Q_{2}+Q_{1})/2}}{\frac {P_{2}-P_{1}}{(P_{2}+P_{1})/2}}}}.

## Elastizitätsfunktion
Hat man eine differenzierbare Nachfragefunktion {\displaystyle x(p)} zur Verfügung, so lässt sich die Frage, wie sich die Nachfrage bei einer Preiserhöhung ändert, unmittelbar durch eine Betrachtung der Funktion beantworten. Die Preiselastizität der Nachfrage entspricht gerade dem Verhältnis zwischen der relativen Änderung der nachgefragten Menge und der relativen Änderung des Preises, wenn man die Preisänderung gegen null gehen lässt (Grenzwertbetrachtung). Für die Preiselastizität der Nachfrage ergibt sich so:
{\displaystyle \eta _{x,p}:={\frac {\mathrm {d} x/x}{\mathrm {d} p/p}}={\frac {\mathrm {d} x}{\mathrm {d} p}}\cdot {\frac {p}{x}}=x'(p)\cdot {\frac {p}{x}}}.
(Für Einzelheiten zur Herleitung siehe den Artikel Elastizität (Wirtschaft)#Eine unabhängige Variable.)

## Kategorisierung
Im Folgenden sollen die möglichen Elastizitäten dargestellt werden. Die Beispiele behandeln, sofern nicht anders beschrieben, stets die Auswirkungen einer Preisänderung auf die Nachfragemenge.
Für gewöhnlich ist beim Elastizitätskoeffizienten ein negatives Vorzeichen zu beobachten, da immer ein Dividend negativ ist. So bewirkt eine Preissenkung für gewöhnlich eine Zunahme des Absatzes, wobei eine Preissteigerung einen Absatzrückgang zur Folge hat. Lediglich bei der anormalen Elastizität, wie sie bei Luxusgütern oder Hamsterkäufen auftreten kann, ist der Elastizitätskoeffizient positiv. Damit können schon aus dem Vorzeichen Rückschlüsse auf die Art des untersuchten Gutes gezogen werden.

### Quantitativ
In welchem Umfang beeinflusst der Preis die Mengenänderung bei Angebot und Nachfrage?
| vollkommen elastisch (perfectly elastic demand)     | vollkommen elastisch (perfectly elastic demand) | Vollkommen (unendlich) elastisch |
| Darstellung                                         | {\displaystyle \eta _{x,p}=-\infty } | Vollkommen (unendlich) elastisch |
| Erklärung                                           | Eine minimale (infinitesimale) Preisänderung bewirkt eine unendliche Mengenänderung. Die vollkommene Elastizität ist nur modellhaft zu betrachten, sie wird in der realen Wirtschaft nicht anzutreffen sein. | Vollkommen (unendlich) elastisch |
| Beispiel                                            | Eine 5-Euro-Banknote würde zu einem Preis von 5,01 Euro keine Nachfrager finden. Kostet die Banknote hingegen genau 5,00 Euro, ist die nachgefragte Menge beliebig groß. Die Nachfrager kaufen die Banknote tatsächlich nur dann, wenn sie benötigt wird. Bei einem Preis von 4,99 Euro ist sie sogar unendlich groß, da jetzt jeder Nachfrager versuchen wird, diese Banknote zu erstehen. | Vollkommen (unendlich) elastisch |
| elastisch (elastic demand)                          | elastisch (elastic demand) | Sehr Elastisch                   |
| Darstellung                                         | {\displaystyle \eta _{x,p}<-1} | Sehr Elastisch                   |
| Erklärung                                           | Eine Preisänderung bewirkt eine überproportionale Mengenänderung. | Sehr Elastisch                   |
| Beispiel                                            | Eine starke Reaktion der Nachfrage auf Preisveränderungen zeigt sich beispielsweise bei guten Substituten wie etwa Nägel einer bestimmten Sorte. Wird der Preis erhöht, wechseln möglicherweise fast alle Kunden zur Konkurrenz, wird der Preis verringert, wechseln die Kunden wieder zurück. | Sehr Elastisch                   |
| proportional elastisch (unit elastic demand)        | proportional elastisch (unit elastic demand) | Proportional Elastisch           |
| Darstellung                                         | {\displaystyle \eta _{x,p}=-1} | Proportional Elastisch           |
| Erklärung                                           | Eine 1%ige Preisänderung bewirkt eine 1%ige Mengenänderung. | Proportional Elastisch           |
| Beispiel                                            | Der Fall der Einheitselastizität ist nicht zu verwechseln mit dem der iso-elasticity: Im ersten Fall ist die Elastizität an einem Punkt der Nachfrage gleich eins. Im zweiten Fall ist die Preiselastizität der Nachfrage konstant, d. h. für jeden Preis gleich groß. | Proportional Elastisch           |
| unelastisch (inelastic demand)                      | unelastisch (inelastic demand) | sehr unelastisch                 |
| Darstellung                                         | {\displaystyle -1<\eta _{x,p}<0} | sehr unelastisch                 |
| Erklärung                                           | Eine Preisänderung bewirkt eine unterproportionale Mengenänderung. | sehr unelastisch                 |
| Beispiel                                            | Eine schwache Reaktion der Nachfrage auf Preisveränderungen zeigt sich besonders bei lebensnotwendigen Wirtschaftsgütern wie Nahrungsmittel, die schlecht substituiert werden können. Weitere Gründe sind die mangelnde Wahrnehmung der Preisänderung und die Aufwändigkeit der Suche nach Substituten. | sehr unelastisch                 |
| vollkommen unelastisch (perfectly inelastic demand) | vollkommen unelastisch (perfectly inelastic demand) | vollkommen unelastisch           |
| Darstellung                                         | {\displaystyle \eta _{x,p}=0} | vollkommen unelastisch           |
| Erklärung                                           | Eine maximale Preisänderung bewirkt keine Mengenänderung. | vollkommen unelastisch           |
| Beispiel                                            | Es tritt keine Reaktion der Nachfrage auf Preisveränderungen ein. Dies zeigt sich beispielsweise bei lebenswichtigen Medikamenten, da trotz Preiserhöhungen immer die gleiche Menge gekauft wird. In der Praxis findet dieser Fall seine Grenzen allerdings dort, wo sämtliche finanziellen Mittel ausgeschöpft sind. Also sind die Kunden bereit das Produkt zu jedem Preis zu kaufen, solange sie es sich leisten können. Ein klassisches Beispiel für die Nachfrageseite wäre der Bedarf an Insulin für einen Diabetiker. Für die Angebotsseite kann so ein Fall zum Beispiel auftreten, wenn es schlicht nicht mehr von einem Gut gibt: Sammlerstücke (Bücher, LP, Briefmarken) haben nur eine bestimmte Auflage. | vollkommen unelastisch           |
| anormal elastisch                                   | anormal elastisch | anormal elastisch                |
| Darstellung                                         | {\displaystyle \eta _{x,p}>0} | anormal elastisch                |
| Erklärung                                           | Die Nachfrage ist bei diesem Sonderfall positiv elastisch; ein höherer Preis induziert eine höhere Nachfrage. Die Preiselastizität der Nachfrage eines bestimmten Gutes kann allerdings nicht für jedes Preisniveau positiv sein; dies würde das Vorhandensein unendlicher finanzieller Mittel bei den Nachfragern erfordern. | anormal elastisch                |
| Beispiel                                            | Dies ist beispielsweise der Fall, wenn mit steigendem Preis eine zunehmende Exklusivität des Gutes assoziiert wird (Snobeffekt, demonstrativer Konsum) oder wenn aus der Erhöhung des Preises auf eine bevorstehende Verknappung des Gutes geschlossen wird (Hamsterkauf). Der Preis kann auch als Qualitätsindikator angesehen werden, oder es liegt ein Giffen-Gut (absolut inferiores Gut) vor. | anormal elastisch                |
| isoelastisch                                        | isoelastisch | isoelastisch                     |
| Darstellung                                         | {\displaystyle \eta _{x,p}=-1} | isoelastisch                     |
| Erklärung                                           | Die Nachfrage nennt man isoelastisch, wenn die Elastizität in jedem Punkt −1 beträgt. Dieser Fall liegt vor, wenn sich durch eine Preisänderung die nachgefragte Menge genau in dem Umfang ändert, dass das Produkt aus Menge und Preis (der Umsatz) konstant bleibt. | isoelastisch                     |
| Beispiel                                            | Als Beispiel stelle man sich eine gleichseitige Hyperbel vor, deren Asymptoten die Achsen sind. | isoelastisch                     |

### Kompetitiv (Triffinscher Koeffizient)
Die Verwendung der Kreuzpreiselastizität als Indikator der Stärke konkurrierender Unternehmen geht auf Robert Triffin zurück. Nach der Berechnung der Kreuzpreiselastizität der Nachfrage, im folgenden Triffinscher Koeffizient e, unterscheidet man drei Formen der Konkurrenz:
| {\displaystyle e=0}         | Keine Konkurrenz liegt vor, wenn die Kreuzpreiselastizität gleich Null ist. Die Änderung des Preises von Anbieter A wirkt sich nicht auf die Absatzmenge von Anbieter B aus. |
| {\displaystyle 0<e<\infty } | Je kleiner e, desto geringer ist die Konkurrenz. Hebt Anbieter A den Preis für Milch um 100 % an und steigt daraufhin die Absatzmenge der Milch von Hersteller B nur um 0,1 %, ist e = 0,001 und deutet somit auf eine heterogene Konkurrenz hin. |
| {\displaystyle e=\infty }   | Je weiter sich e Unendlich nähert, desto größer ist die Konkurrenz. Eine geringe Preisänderung eines Gutes hat bereits einen drastischen Absatzschub eines anderen Gutes zur Folge, es handelt sich um homogene Konkurrenz. e = unendlich -> homogene Konkurrenz: Senkt Hersteller A den Preis seiner Milch infinitesimal, sinkt die Absatzmenge der Milch von Hersteller B drastisch. |

## Anwendung
Beim Wettbewerb um die genaueste Einschätzung des Kundenverhaltens im Marketing hilft die Beobachtung der Preiselastizität der Nachfrage bei der Gestaltung einer strategischen Preispolitik. Im Gegensatz zu operativen Preismaßnahmen, die beispielsweise dem kurzzeitigen Abverkauf von Saisonware oder der Führung von Wettbewerbsaktionen dienen, hat die Kenntnis der Preiselastizität der Nachfrage im Markt eine strategische Bedeutung. Es wird unter anderem erfasst, ab welchem Marktpreis eine Erhöhung der Preise die abgesetzte Menge so stark senkt, dass der Gesamtumsatz geringer ist als vor der Preiserhöhung. Auch für den Fall, dass der Absatz eines Produktes oder einer Dienstleistung hinter den Erwartungen zurückbleibt, kann man mit Hilfe der Elastizität bestimmen, ob eine Preissenkung sinnvoll ist.
Die Preiselastizität kann als Kennzahl auch für das Controlling im Unternehmen angewendet werden, um die Stabilität der eigenen Preise bei Nachfrageschwankungen zu erfassen.
Im volkswirtschaftlichen Rahmen dient die Preiselastizität zur Berechnung von Steueraufkommen. Je höher die Elastizität, desto eher wird das besteuerte Gut nach einer Steuererhöhung nicht mehr konsumiert werden. Die Steuer hat deshalb eine Lenkung des Konsumverhaltens zum Ziel (siehe auch Lenkungssteuer). Ist die Elastizität hingegen gering, hat die Steuer den Charakter einer Aufkommenssteuer.

## Beispiele für empirisch ermittelte Preiselastizitäten der Nachfrage
Theoretisch haben „Luxusgüter“ eine hohe Preiselastizität der Nachfrage, „notwendige Güter“ hingegen eine geringe Preiselastizität der Nachfrage. Das ist, so Artur Woll, zunächst verwirrend, da ja die Elastizität der Nachfrage entlang der Nachfragekurve alle Werte von Null bis Unendlich annehmen kann. Tatsächlich streuen die bei verschiedenen Gütern empirisch ermittelten Elastizitäten aber nicht in dieser ganzen Breite, sondern meist in einem engen Bereich. Es gebe daher „typische“ Elastizitäten für bestimmte Güter, die allerdings nach Raum und Zeit variieren.
So schätzte der Wirtschaftshistoriker Hans-Heinrich Bass die Preiselastizität der Nachfrage nach Brotgetreide (Roggen) in Preußen in der ersten Hälfte des 19. Jahrhunderts mit Daten der Mahl- und Schlachtsteuer auf einen Wert von −0,2. Nach Gollnick betrug die Preiselastizität der Nachfrage nach Brot und Backwaren in Deutschland zwischen 1950 und 1970 hingegen −1,8. Dem theoretisch „erwarteten“ Wert der Preiselastizität bei diesem „notwendigen Gut“ Getreide kommt der Schätzwert von Bass näher. Möglicherweise hat sich aber die Elastizität im Laufe eines Jahrhunderts einfach verschoben
| Güter          | Elastizität | Ort und Zeit          | Quelle                                                                               |
| -------------- | ----------- | --------------------- | ------------------------------------------------------------------------------------ |
| Nahrungsmittel | −1,3        | Deutschland 1955–1970 | Woll, Allgemeine Volkswirtschaftslehre, 13. Auflage. 2000, S. 119 nach Gollnick 1975 |
| Kraftstoffe    | −0,41       | Deutschland ca. 1984  | Woll, Allgemeine Volkswirtschaftslehre, 13. Auflage. 2000, S. 119 nach Conrad 1984   |
| Brotgetreide   | −0,23       | Preußen 1838–1850     | Bass, Hungerkrisen in Preußen, 1991, S. 295.                                         |
| Kleidung       | −0,16       | Deutschland 1961–1981 | Woll, Allgemeine Volkswirtschaftslehre, 13. Auflage. 2000, S. 119 nach Hansen 1984   |
| Körperpflege   | +0,3        | Deutschland 1951–1970 | Woll, Allgemeine Volkswirtschaftslehre, 13. Auflage. 2000, S. 119 nach Gollnick 1975 |

## Beispiele

### Preissenkung
Ein Unternehmen verändert den Preis eines Produkts von derzeit 60 auf 50 Euro.
Dies hat zur Folge, dass die Absatzmenge von derzeit 3.000 auf
4.000 Stück steigt.
Prozentuale Absatzsteigerung
- {\displaystyle {\frac {4000-3000}{3000}}=33{,}33\,\%}

Prozentuale Preissenkung
- {\displaystyle {\frac {50-60}{60}}=-16{,}67\,\%}

Preiselastizität
- {\displaystyle {\frac {33{,}33\,\%}{-16{,}67\,\%}}=|{-2}|}

Die Nachfrage ist somit (sehr) elastisch.

### Preissteigerung
Ein Händler erhöht den Preis eines Marken-Sakkos von derzeit 100 auf 105 €.
Dies hat zur Folge, dass die Nachfrage von derzeit 10 auf 9 Stück sinkt.
Prozentualer Absatzrückgang
- {\displaystyle {\frac {9-10}{10}}=-10\,\%}

Prozentuale Preiserhöhung
- {\displaystyle {\frac {105-100}{100}}=5\,\%}

Preiselastizität
- {\displaystyle {\frac {-10\,\%}{5\,\%}}=|{-2}|}

Die Nachfrage ist somit (sehr) elastisch.

### Funktion beschreibt Mengenänderung
Zwischen einer Menge m und dem Marktpreis p besteht ein Zusammenhang, der durch folgende Funktion wiedergegeben wird:
{\displaystyle m=24-6p}
Wie hoch ist der Elastizitätskoeffizient bei {\displaystyle p=3}?

#### Lösung
Bei dieser Aufgabenstellung sind keine prozentualen Veränderungen gegeben, aus denen sich mithilfe der Bogenelastizität der Elastizitätskoeffizient berechnen ließe. Es wird daher auf die ebenfalls oben genannte Elastizitätsfunktion zurückgegriffen.
Es ist zuerst die Ableitung der Preis-/Mengenfunktion zu bilden.
{\displaystyle f(p)=m=24-6p}
{\displaystyle m'=-6}
Als Nächstes wird die erwartete Menge für einen Preis von {\displaystyle p=3} berechnet.
{\displaystyle m=24-6\cdot 3}
{\displaystyle m=6}
Die erste Ableitung der Preis-/Mengenfunktion sowie der Preis und die errechnete Menge können nun in die Elastizitätsfunktion eingesetzt werden:

Der Gesamtumsatz wird maximal, wenn die Preiselastizität der Nachfrage 1 entspricht

{\displaystyle \eta _{m,p}={\frac {{\text{d}}m}{{\text{d}}p}}\cdot {\frac {p}{m}}=m'\cdot {\frac {p}{m}}}
{\displaystyle \eta _{m,p}=-6\cdot {\frac {3}{6}}=-3}

#### Umsatzmaximale Preisbestimmung mithilfe der Elastizität
Aufgrund der Natur der Preiselastizität und ihrem Verlauf kann man mit ihrer Hilfe auch den umsatzmaximierenden Preis errechnen. Dazu setzt man die Preiselastizität zu einer bestimmten Nachfrage – wie üblich im Absolutbetrag – gleich 1.
{\displaystyle \left|{\frac {\mathrm {d} x}{\mathrm {d} p}}{\frac {p}{x}}\right|=1}
(In der Regel ist die Nachfragekurve fallend und somit {\displaystyle \mathrm {d} x/\mathrm {d} p<0}.) Wenn man nun diese Formel nach p auflöst, erhält man den umsatzmaximalen Preis für die gegebene Preis-Absatz-Funktion.